# Ryszard Ksieniewicz
Ryszard Ksieniewicz (ur. 6 sierpnia 1933 w Nieświeżu, zm. 14 kwietnia 2010 w Słupsku) – polski lekkoatleta, dziesięcioboista, rekordzista Polski, trener, Honorowy Obywatel Miasta Słupska.

## Życiorys
Do Słupska przybył w czerwcu 1946 r, a w 1951 r. zaczął uprawiać dziesięciobój. Startował w barwach Startu Koszalin, Startu Słupsk oraz Iskry Białogard. Największe sukcesy osiągał podczas mistrzostw Polski zdobywając dwa złote medale (1958 i 1959), dwa srebrne (1957 oraz 1960) oraz jeden brązowy (w 1962). Dodatkowo trzy razy plasował się na miejscach w pierwszej ósemce krajowego czempionatu: w 1956 był 8, w 1964 zajął 4. lokatę, a w 1965 ponownie był 8.. Podczas mistrzostw kraju w 1958 roku ustanowił nowy rekord Polski w dziesięcioboju: 6221 pkt.
Będąc jeszcze czynnym zawodnikiem w 1963 r. rozpoczął pracę z młodzieżą jako instruktor. W 1967 r. ukończył studium trenera lekkiej atletyki i zaczął pracę jako trener. Wielokrotnie pełnił obowiązki trenera kadry wojewódzkiej, a w latach 1987–1988 był trenerem kadry Polski w rzucie oszczepem. Zawodnicy Ryszarda Ksieniewicza, reprezentujący słupskie kluby sportowe, zdobyli około 80 medali podczas lekkoatletycznych mistrzostw Polski. Rekordy życiowe: dziesięciobój – 6381 pkt (2 – 3 października 1965, Bydgoszcz); skok w dal – 7,10 (6 czerwca 1959, Bydgoszcz); skok o tyczce – 3,85 (24 czerwca 1962, Zielona Góra).
Za swoją działalność w czerwcu 2006 r. Rada Miejska nadała mu tytuł Honorowego Obywatela Miasta Słupska. Jego imieniem została nazwana hala lekkoatletyczna, która powstała w sąsiedztwie stadionu w Słupsku i została oddana do użytku w 2012.